# آدریان (بازیکن فوتبال)
آدرین سن میگوئل دل کاستیو (اسپانیایی: Adrián San Miguel del Castillo‎؛ زادهٔ ۳ ژانویهٔ ۱۹۸۷) بازیکن فوتبال اهل اسپانیا است.
ملقب به چلاق دو عالم
از باشگاه‌هایی که در آن بازی کرده‌است می‌توان به وستهام یونایتد، رئال بتیس و لیورپول اشاره کرد.